# Lucas Ribeiro Costa
Lucas Ribeiro Costa (Santa Helena, 9 ottobre 1998) è un calciatore brasiliano, attaccante del Mamelodi Sundowns.

## Carriera
Cresciuto tra Moto Club e Pinheiros, nel 2017 si trasferisce al Valenciennes, che lo inserisce nel proprio settore giovanile. Il 20 giugno 2018 firma il primo contratto professionistico con i biancorossi, con cui esordisce il 9 dicembre seguente, nella partita di Coppa di Francia vinta per 3-6 contro l'ES Thaon, segnando la quinta rete della sua squadra. Nel 2019 passa al Virton, con cui resta per una stagione; il 30 luglio 2020 viene tesserato dallo Charleroi, con cui firma un biennale con opzione. Poco impiegato nella prima parte di stagione, il 1º febbraio 2021 viene ceduto in prestito al RWDM47; l'11 agosto seguente passa, sempre a titolo temporaneo, al R.E. Mouscron.
Il 19 gennaio 2022 si trasferisce al Waasland-Beveren; il 6 aprile seguente viene riscattato, firmando un biennale con il club fiammingo. Il 6 luglio 2023 viene acquistato dal Mamelodi Sundowns, con cui diventa fin da subito il miglior giocatore del campionato sudafricano.

## Statistiche

### Presenze e reti nei club
Statistiche aggiornate al 26 aprile 2025.
| Stagione                 | Squadra                  | Campionato               | Campionato | Campionato | Coppe nazionali | Coppe nazionali | Coppe nazionali | Coppe continentali | Coppe continentali | Coppe continentali | Altre coppe | Altre coppe | Altre coppe | Totale | Totale |
| Stagione                 | Squadra                  | Comp                     | Pres       | Reti       | Comp            | Pres            | Reti            | Comp               | Pres               | Reti               | Comp        | Pres        | Reti        | Pres   | Reti   |
| ------------------------ | ------------------------ | ------------------------ | ---------- | ---------- | --------------- | --------------- | --------------- | ------------------ | ------------------ | ------------------ | ----------- | ----------- | ----------- | ------ | ------ |
| 2018-2019                | Valenciennes             | L2                       | 0          | 0          | CF+CdL          | 1+0             | 1+0             | -                  | -                  | -                  | -           | -           | -           | 1      | 1      |
| 2019-2020                | Virton                   | D2                       | 8          | 4          | CB              | 0               | 0               | -                  | -                  | -                  | -           | -           | -           | 8      | 4      |
| 2020-feb. 2021           | Charleroi                | PL                       | 8          | 0          | CB              | 0               | 0               | UEL                | 2                  | 0                  | -           | -           | -           | 10     | 0      |
| feb.-giu. 2021           | RWDM47                   | D1B                      | 10         | 0          | CB              | 1               | 0               | -                  | -                  | -                  | -           | -           | -           | 11     | 0      |
| 2021-gen. 2022           | R.E. Mouscron            | D1B                      | 15         | 5          | CB              | 1               | 1               | -                  | -                  | -                  | -           | -           | -           | 16     | 6      |
| gen.-giu. 2022           | Waasland-Beveren         | D1B                      | 10         | 2          | CB              | -               | -               | -                  | -                  | -                  | -           | -           | -           | 10     | 2      |
| 2022-2023                | SK Beveren               | CPL                      | 31         | 11         | CB              | 2               | 0               | -                  | -                  | -                  | -           | -           | -           | 33     | 11     |
| 2023-2024                | M. Sundowns              | PD                       | 18         | 12         | NC+CdL          | 3+0             | 1+0             | AFL+CCL            | 1+12               | 0+3                | MTN 8       | 3           | 0           | 37     | 16     |
| 2024-2025                | M. Sundowns              | PD                       | 27         | 16         | NC+CdL          | 2+4             | 0+1             | CCL                | 13                 | 3                  | MTN 8+Cmc   | 3+3         | 0+1         | 52     | 21     |
| Totale Mamelodi Sundowns | Totale Mamelodi Sundowns | Totale Mamelodi Sundowns | 45         | 28         |                 | 9               | 2               |                    | 26                 | 6                  |             | 9           | 1           | 89     | 37     |
| Totale carriera          | Totale carriera          | Totale carriera          | 127        | 50         |                 | 14              | 4               |                    | 28                 | 6                  |             | 9           | 1           | 175    | 61     |

## Palmarès

### Club

#### Competizioni nazionali
- Campionato sudafricano: 2

Mamelodi Sundowns: 2023-2024, 2024-2025

#### Competizioni internazionali
- African Football League: 1

Mamelodi Sundowns: 2023

### Individuale
- Capocannoniere del campionato sudafricano: 1

2024-2025 (16 reti)